# Parque botánico de la Prefectura de Wakayama
El parque botánico de la Prefectura de Wakayama también llamado Parque Floral de la Prefectura de Wakayama, centro verde de la flor en (japonés: 和歌山県植物公園緑花センター, Wakayama-ken Shokubutsu Kōen Ryokka Sentā), es un parque que alberga invernadero y jardín botánico en  Iwade, Japón. 

## Localización
Wakayama-ken Shokubutsu Kōen Ryokka Sentā Higashi Sakamoto 672, Iwade-shi, Wakayama-ken 877-1361 Honshū-jima Japón.
Planos y vistas satelitales.34°17′9″N 135°19′38″E / 34.28583, 135.32722
El jardín es visitable por el público en general, de 9:00 a 16:30, de miércoles a lunes cerrando los martes. Se paga una tarifa de entrada. 

## Historia
El Parque Floral de la Prefectura de Wakayama, centro verde de la flor fue abierto al público en mayo de 1979. 
En abril de 1996 alcanza una cifra reconocida de 4 millones de visitantes.
Para llegar a alcanzar los 6 millones de visitantes en febrero de 2010. 
El jardín botánico y parque están administrados por la asociación sin ánimo de lucro "Club de Bosque del Monte Negoro Genki". 

## Colecciones
El parque alberga: 
- Un gran  invernadero tropical (árboles frutales, bougainvillea, strelitzia, etc.); invernaderos añadidos más pequeños additional para begonia, cactus (con unas 140 especies), y orquídeas (Cattleya, Cymbidium, y Paphiopedilum);
- Grandes plantaciones de plantas ornamentales de flor;
- Estanque de 3,000 m² con lotos;
- Colección de camelias en 2,000 m², con 80 variedades,
- Colección de hydrangeas (2,000 m², 75 variedades, incluyendo 35 variedades japonesas),
- Colección de Plantas medicinales con una extensión de 600 m²,
- Colección de ciruelos en 1,000 m², con 33 variedades.

Además, la Prefectura de Wakayama administra la "Tienda de la casa Kishu" donde se pueden adquirir recuerdos de la zona.